# NGC 6836
NGC 6836 is een balkspiraalstelsel in het sterrenbeeld Boogschutter. Het hemelobject werd op 2 augustus 1881 ontdekt door de Franse astronoom Édouard Jean-Marie Stephan.

## Synoniemen
- MCG -2-50-10
- IRAS 19518-1249
- PGC 63803